# 凤鸣古冢
凤鸣古冢，位于中国广东省广州市白云区新市镇红路水库东侧，为广州市的一个市、县级文物保护单位，类型为古墓葬，公布时间为2002年7月。
凤鸣古冢的历史年代为宋代。